# Dixieland
|  | Per a altres conceptes vegeu Dixie |

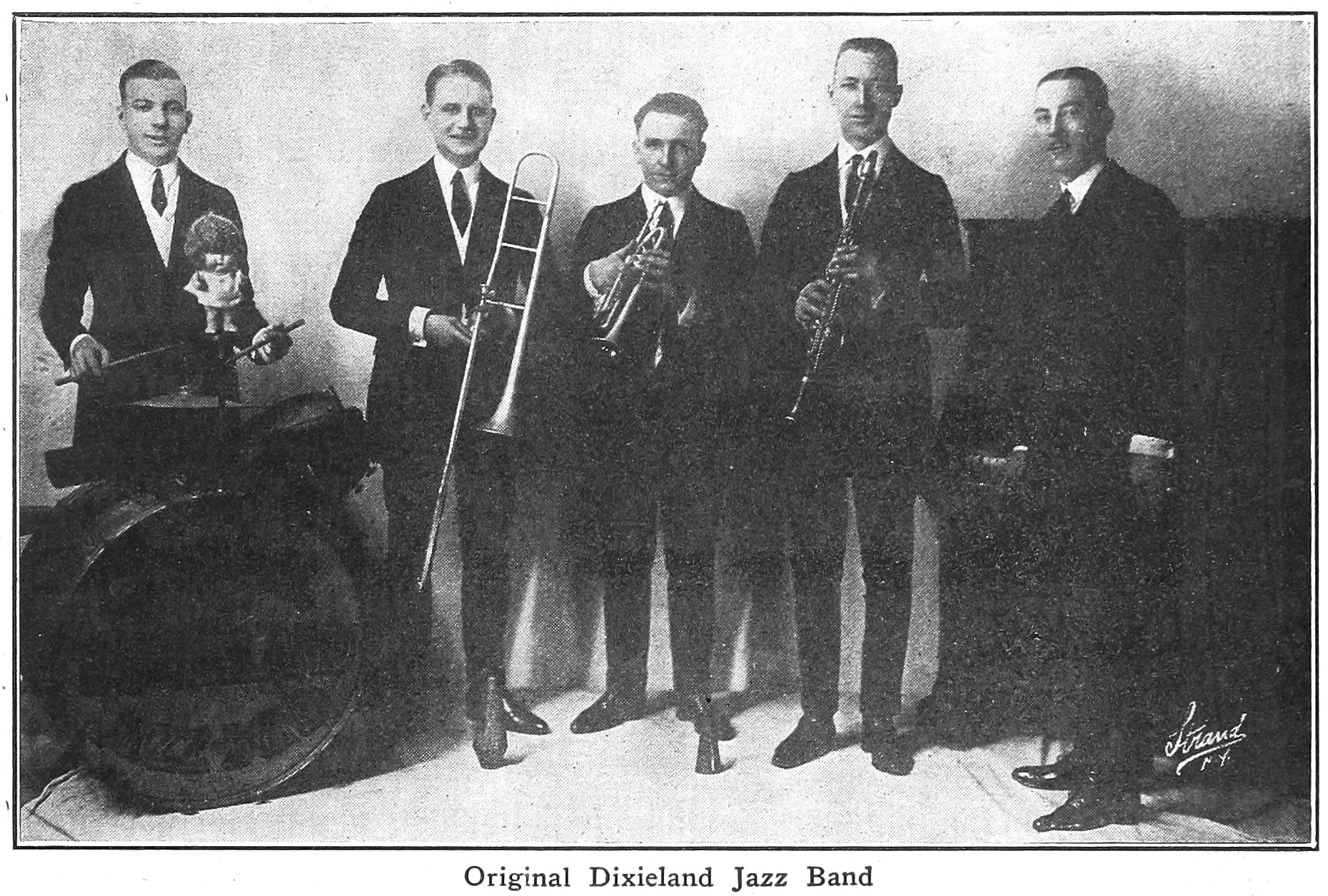
Original Dixieland Jazz Band, 1921

El Dixieland (o també anomenat Hot Jazz, Early Jazz o Jazz de Nova Orleans) és un estil de Jazz que donarà lloc a l'anomenat Jazz Tradicional. Es caracteritza pel predomini dels instruments de metall i la improvisació. Les bandes estan formades per una secció de rítmica amb una tuba o contrabaix, una guitarra o banjo, bateria i de vegades piano; i una secció melòdica amb una trompeta, un trombó i un clarinet.

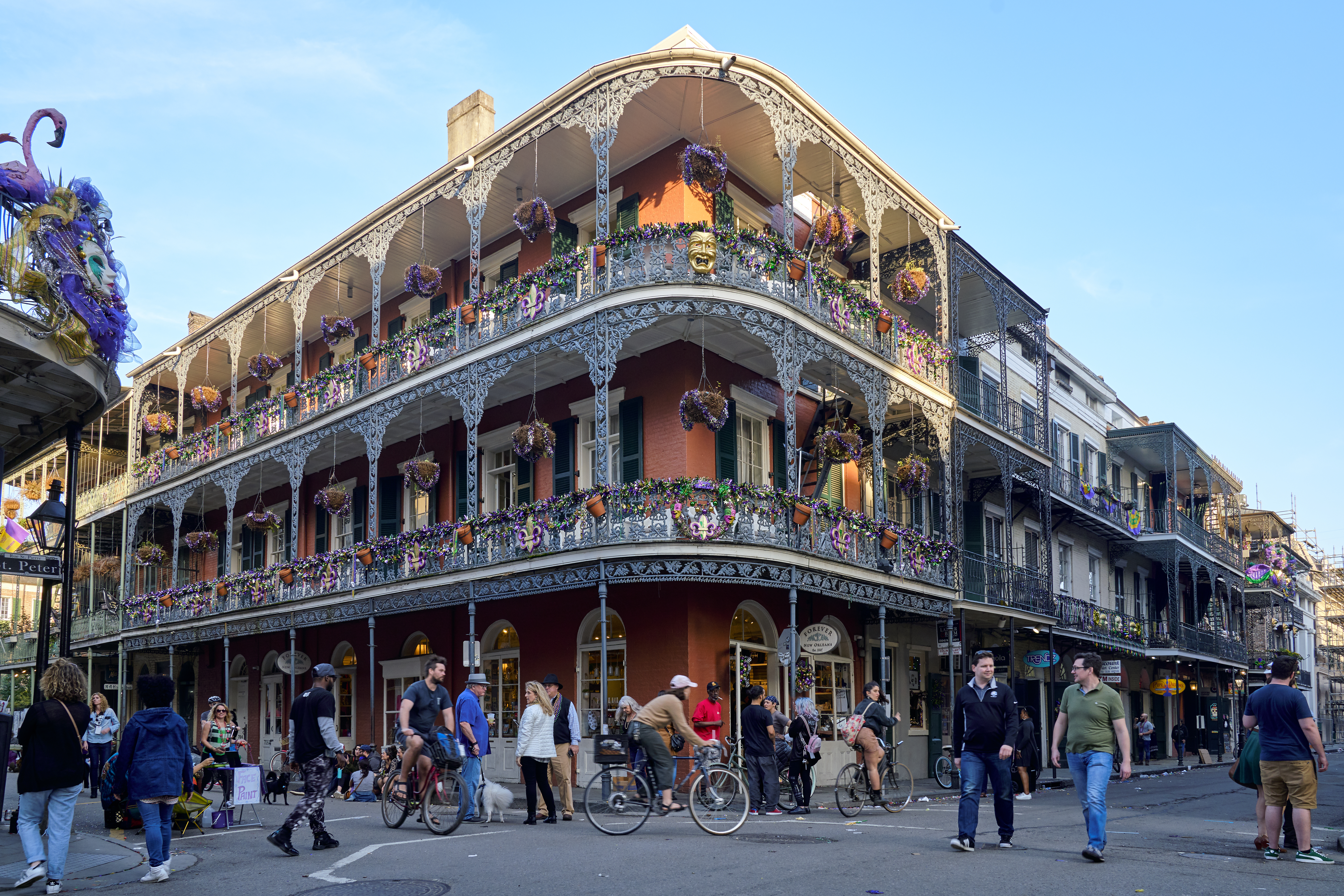
New Orleans, Louisiana, EUA.

## Origen
Amb el nom de Dixieland denominem l'estil de jazz que s'inicia al sud-est dels EUA, conegut en vernacular com «el Sud» o també com «Dixie» o «Dixieland» (d'aquí el nom), a la ciutat de Nova Orleans, considerada una de les bressoles del Jazz i que s'ubica a l'estat de Louisiana.
Després del període de la Guerra Civil (1861-1865), els afroamericans dels sud, incloent-hi els de Nova Orleans, van ser alliberats de l'esclavitud. En conseqüència, la població lliure esdevenia meitat negra i meitat blanca. El Dixieland neix de la barreja entre la música europea i la música africana.
Pels volts del 1900, els grups solien ser petits, amb entre cinc i vuit integrants:
- Els tres instruments que feien solo eren la trompeta (que feia la melodia), el clarinet (que feia de segona veu basada en la trompeta), i el trombó que feia el contrapunt.
- Els acords i el ritme els donaven generalment una guitarra, una tuba, el piano i la percussió. El saxo i el contrabaix s'hi van afegir durant els anys vint.

Les bandes de Dixieland actuaven en bodes, funerals, esglésies, desfilades, etc. En general tocaven marxes (com la coneguda When de Saints Go Marching In), cançons de caràcter religiós i cançons populars.
A partir del 1910, les bandes de Dixieland van anar estenent aquest estil cap a Nova York i Chicago, on acabà tocant-se d'una forma orquestrada i poc improvisada.

## Etimologia
Hi ha certes discussions sobre com s'ha d'usar el terme Dixieland. Mentre que els de les bandes de la Costa Oest dels Estats Units i les que van ser influenciades per aquestes durant els anys quaranta, prefereixen ser anomenats com a Dixieland, els músics de Nova Orleans i els que van ser influenciats durant la dècada dels anys vint prefereixen ser anomenats com a Jazz clàssic o Jazz tradicional i creuen que el nom Dixieland és un terme despectiu per indicar una música de segona categoria, tocada amb poca passió i sense entendre realment el sentit del jazz.

### Influències culturals
L'aparició del jazz Dixieland no es pot entendre sense considerar l'entorn sociocultural de Nova Orleans. Les condicions ecològiques i socials úniques de la ciutat van tenir un paper important en la producció de Dixieland. La fusió de múltiples cultures i orígens musicals, incloent-hi l'africana, l'europea i el caribeny, va ajudar a crear un entorn musical que va fomentar una barreja d'estils. Factors com la població, les condicions econòmiques i les pràctiques socials van donar forma al desenvolupament del jazz Dixieland. Desfilades com el Mardi Gras i el dia de Sant Patrici van proporcionar espais perquè els músics experimentessin amb nous sons i estils.
L'estructura social de Nova Orleans també va tenir un impacte significatiu en el desenvolupament del jazz. Les comunitats afroamericanes de Nova Orleans no només van participar en la creació del jazz, sinó també en la configuració de les seves primeres actuacions. La comunitat tenia diverses reunions en esglésies, clubs o a casa que van ajudar a fomentar un ambient informal en què els músics podien expressar-se a través de la creativitat.

## Història

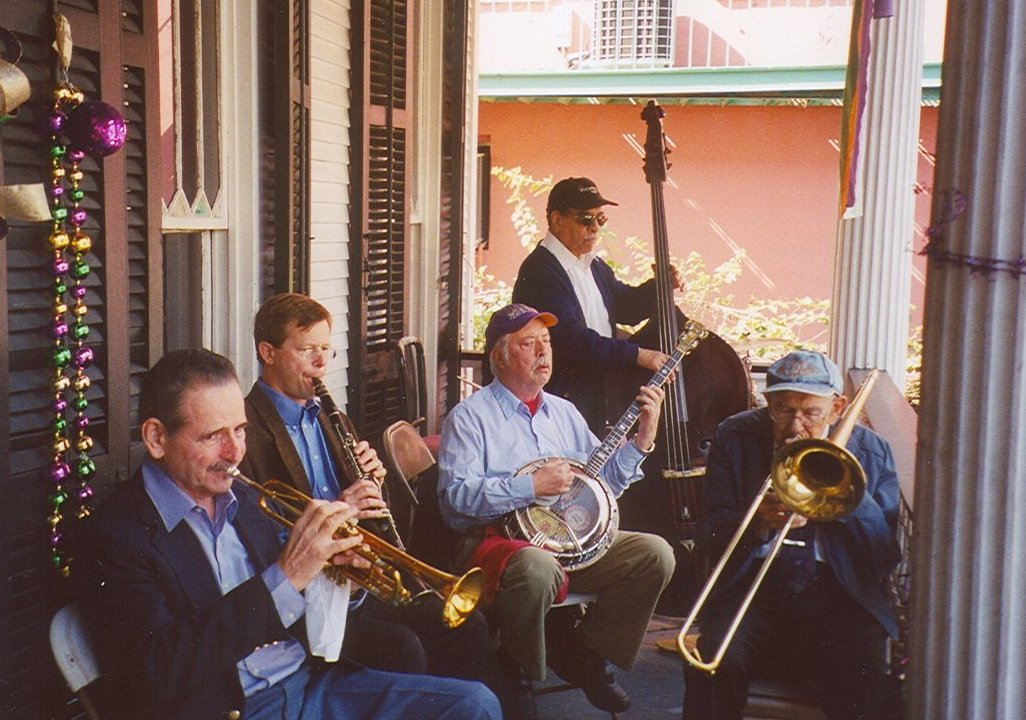
Una banda de jazz tradicionalista toca en una festa a Nova Orleans el 2005

L’Original Dixieland Jass Band, que va gravar el seu primer disc el 1917, va ser el primer exemple de música jazz anomenada Dixieland, tot i que en aquell moment el terme es referia a la banda, no al gènere. El so de la banda era una combinació de ragtime afroamericà/de Nova Orleans i música siciliana. La música de Sicília va ser un dels molts gèneres de l'escena musical de Nova Orleans durant la dècada del 1910, juntament amb la música religiosa santificada, la música de banda de música i el blues.
Molt més tard, el terme Dixieland va ser aplicat al jazz primerenc pels revivalistes del jazz tradicional, a partir de les dècades del 1940 i el 1950. Al seu llibre Jazz, el crític Rex Harris va definir Dixieland com jazz tocat de manera gairebé de Nova Orleans per músics blancs. El nom és una referència al Vell Sud, concretament a qualsevol cosa al sud de la línia Mason-Dixon. El terme engloba les marxes de banda de metall anteriors, les quadrilles franceses, les beguines, el ragtime i el blues amb improvisació polifònica col·lectiva. Si bé la instrumentació i la mida de les bandes poden ser molt flexibles, la banda estàndard consisteix en una línia frontal de trompeta (o corneta), trombó i clarinet, amb una secció rítmica d'almenys dos dels següents instruments: guitarra o banjo, contrabaix o tuba, piano i bateria. Els All-Stars de Louis Armstrong van ser la banda més identificada popularment amb el Dixieland durant la dècada del 1940, tot i que la pròpia influència d'Armstrong durant la dècada del 1920 va ser la de portar la música més enllà de l'estil tradicional de Nova Orleans.
El so definitiu de Dixieland es crea quan un instrument (normalment la trompeta) toca la melodia o una paràfrasi o variació recognoscible, i els altres instruments de la primera línia improvisen al voltant d'aquesta melodia. Això crea un so més polifònic que la interpretació conjunta arranjada del so de la big band o les melodies directes de cap del bebop.
Durant les dècades del 1930 i del 1940, l'estil inicial d'improvisació en grup va perdre el favor de la majoria dels músics negres més joves, mentre que alguns músics més grans d'ambdues races van continuar amb l'estil antic. Tot i que els músics més joves van desenvolupar noves formes, molts bebopers veneraven Armstrong i citaven fragments de la seva música gravada en les seves pròpies improvisacions.
El renaixement del Dixieland a finals dels anys 40 i 50 es va formar com a reacció als sons orquestrats de l’era del swing i al caos percebut dels nous sons del bebop (anomenats música xinesa per Cab Calloway). Liderat pels Dukes of Dixieland originals dels germans Assunto, una banda coneguda per la seva improvisació virtuosa i per l'enregistrament del primer disc estèreo de la història, el moviment va portar a molts músics semijubilats una mica de fama al final de les seves vides, a més de portar músics jubilats de tornada al circuit del jazz després d'anys sense tocar (com ara Kid Ory i Red Nichols). Molts grups de Dixieland de l'era del renaixement van imitar conscientment les gravacions i les bandes de dècades anteriors. Altres músics van continuar creant actuacions fresques i noves melodies. Per exemple, als anys 50, un estil anomenat Progressive Dixieland va intentar combinar la improvisació polifònica amb el ritme d'estil bebop. Spike Jones & His New Band i Steve Lacy van tocar amb aquestes bandes. Aquest estil de vegades s'anomena Dixie-bop. Lacy va aplicar aquest plantejament a la música de Thelonious Monk, Charles Mingus, Duke Ellington i Herbie Nichols.

## El Dixieland modern

### Estil de Chicago
A Chicago es tendia a substituir, a les seccions de ritme i acords, el contrabaix per la tuba i la guitarra pel banjo. D'aquesta forma aquest estil restava importància a la secció base i n'hi donava més a la part de solos.
També el podem diferenciar dels seus orígens de Nova Orleans pel seu ritme més ràpid, que intenta assemblar-se a l'enrenou d'una ciutat. Aquestes bandes reprodueixen una gran varietat de temes de la dècada dels anys trenta (Cole Porter, George Gershwin, etc.)
A l'estil de Chicago també se l'anomena a vegades Nicksieland, terme sorgit d'un programa de televisió on mostraven l'estic clàssic del jazz.

### Aires nous de la Costa Oest (West Coast revival)
Aquest estil comença a finals de 1930 gràcies a The Lu Watters Yerba Buena Jazz Band of San Francisco i ampliat pel trombonista Turk Murphy. Va ser una reacció a l'estil de Chicago que es decantava cap al swing. En aquestes bandes la secció base era interpretada pel banjo i la tuba com a l'estil de Chicago.
Van començar a tocar l'estil de música de Louis Amstrong, Jelly Roll Morton, WC. Handy i Joe «King» Oliver.

### Estil Tradicional de Nova Orleans
Utilitzant la mateixa base rítmica i harmònica (banjo i tuba) que els altres dos estils, aquest es renova als anys quaranta a base de cançons populars i himnes que es tocaven a Nova Orleans des de principis dels anys vint com per exemple «You tell me your dream».

## Estils influenciats pel Jazz Tradicional
Hi ha uns quants estils influenciats pel Dixieland o jazz tradicional, com poden ser el hip-hop, el rap, el pop, el jazz contemporani, Rock & Roll, Rhythm & Blues i el swing.

## Músics importants del Dixieland
En aquesta llista apareixen alguns dels músics més importants al llarg de la història del Dixiland:
- Scott Joplin (1868-1917): Compositor i pianista. Figura important en el desenvolupament del ragtime.
- King Oliver (1885-1938): Cornetista i clarinetista estatunidenc, li deien: «King». Personatge important en la improvisació col·lectiva.
- Bessie Smith (1894-1937): Coneguda com l'emperadriu del blues (anys 20 i 30) va influir en els cantants posteriors de jazz.
- George Lewis (1900-1968): Clarinetista autodidacte de Nova Orleans, tocà amb «Black Eagle Band».
- Louis Armstrong (1901-1971): Conegut com a Satchmo i Pops va ser un gran trompetista i cantant de jazz.
- Eddie Condon (1905-1973): Guitarrista, banjo, cantant i director d'orquestra de jazz. Tocava a clubs de nit i és el prototip de l'Estil de Chicago.
- Turk Murphy (1915-1987): Trombonista reconegut que tocava amb Earthquake McGoons.
- Al Hirt (1922-1999): Trompetista que va arribar als top-40 als anys seixanta. Abans de la seva mort va portar bandes a Nova Orleans.
- Kenny Ball (1930-actualitat): Trompetista. Va estar als top-40 amb «mitjanit a Moscou» a principis dels anys seixanta. És el líder del moviment British Trad.
- Pete Fountain (1930-actualitat): Clarinetista que va portar bandes populars a Nova Orleans. Retirat recentment.
- Chris Tyle (1955-actualitat): Clarinetista, trompetista, percussionista i saxofonista. És líder de «The Silver Leaf Jazz Band» i conegut com a instrumentista, compositor i docent.
- Dixieland Jazz Band: Banda de músics de raça blanca que tocava Dixieland en festes nocturnes. Va fer diverses gravacions i va ser molt famosa.
- Wynton Marsalis (1961-actualitat): Trompetista, compositor i arranjador. Trompetista dels més importants en els últims 25 anys.
- Jack Teagarden (1905-1964): Trombonista, cantant i director d'orquestra de jazz. Músic popular i que aparegué a diverses pel·lícules.

## Festivals
Al món hi ha nombrosos festivals dedicats a aquest estil del jazz més tradicional. A Europa són especialment rellevants per la seva trajectòria els de Breda (Països Baixos), Dresden (Alemanya), Miskolc (Hongria) i Tarragona.
El Festival Internacional de Dixieland de Tarragona és l'únic especialitzat dedicat a aquest gènere que s'organitza a Espanya.